# عمر ماسکارل
عمر ماسکارل (انگلیسی: Omar Mascarell؛ زادهٔ ۲ فوریهٔ ۱۹۹۳) یک بازیکن فوتبال اهل اسپانیا است که بهطور قرضی از رئال مادرید در پست هافبک برای باشگاه فوتبال شالکه ۰۴ بازی می‌کند.
از باشگاه‌هایی که در آن بازی کرده‌است می‌توان به رئال مادرید کاستیا و لاگونا اشاره کرد.
وی اصالتاً اهل گینه استوایی است و در سال ۲۰۱۲ نیز توسط تیم ملی این کشور برای بازی در مقدماتی جام جهانی فراخوانده شد، ولی وی که سابقه بازی در تیم‌های پایه اسپانیا را داشت ترجیح داد تا در اسپانیا به کار خود ادامه دهد.